# Piège en eaux troubles
Pour plus de détails, voir Fiche technique et Distribution.
Piège en eaux troubles ou Sur les Traces de l'Ennemi au Québec (Striking Distance)  est un film américain réalisé par Rowdy Herrington et sorti en 1993.

## Synopsis
Pittsburgh, 1991. L'inspecteur de la brigade criminelle Thomas « Tom » Hardy (Bruce Willis) est sur le point de témoigner contre son cousin et coéquipier, Jimmy Detillo (Robert Pastorelli), pour violences excessives. Pour ce témoignage, Tom est désormais isolé et haï de ses collègues. Les policiers sont sur la piste du tueur en série : l'étrangleur de Polish Hill. Tom soupçonne ce tueur d'être un policier. Vincent « Vince », le père de Tom, est lui aussi policier. Un soir, Tom et Vincent reçoivent un appel signalant le tueur en série conduisant à proximité. Après une course-poursuite en voiture se terminant par une collision et un accident, Tom est gravement blessé à la jambe, Vince est abattu et le tueur s'enfuit. Peu après, la police arrête un suspect, Douglas Kesser. Tom n'y croit pas et reste persuadé que le tueur est un policier. Plus tard, Jimmy, effrayé d'aller en prison, se jette du pont de la 31e rue, là même où sa mère s'était suicidée. Le corps de Jimmy n'est pas retrouvé. 
Deux ans après, Tom travaille désormais à la brigade fluviale de Pittsburgh. On lui affecte une nouvelle partenaire, Jo Christman (Sarah Jessica Parker). Tom voit alors avec horreur son passé ressurgir avec une nouvelle série de cadavres retrouvés dans la rivière, avec le même mode opératoire que l'étrangleur.

## Fiche technique
- Titre original : Striking distance
- Réalisation : Rowdy Herrington
- Scénario : Rowdy Herrington, Marty Kaplan (en)
- Producteurs : Marty Kaplan (en), Arnon Milchan, Hunt Lowry, Tony Thomopoulos
- Coproducteurs : Steven Reuther (en)
- Producteur associé : Marty Kaplan (en)
- Musique : Brad Fiedel
- Photographie : Mac Ahlberg
- Montage : Pasquale Buba, Mark Helfrich
- Casting : Pam Dixon
- Costumes : Betsy Cox
- Pays de production :  États-Unis
- Format : Couleurs Technicolor - 1.85:1 - 35 mm
- Caméra : caméras et lentilles Panavision
- Genre : Thriller
- Durée : 97 minutes
- Dates de sortie[1] : 
  - États-Unis : 17 septembre 1993
  - France : 12 janvier 1994
- film interdit aux moins de 12 ans lors de sa sortie en France

## Distribution
- Bruce Willis (VF : Patrick Poivey ; VQ : Jean-Luc Montminy) : Sergent Thomas « Tom » Hardy
- Robert Pastorelli (VF : José Luccioni ; VQ : Pierre Auger) : Détective Jimmy Detillo, cousin et coéquipier de Tom
- Sarah Jessica Parker (VF : Séverine Morisot ; VQ : Marie-Andrée Corneille) : Sergent Jo Christman / Lieutenant Emily Harper
- Dennis Farina (VF : Georges Berthomieu ; VQ : Luis de Cespedes) : Détective Nick Detillo, oncle de Tom, père de Jimmy, veuf
- Tom Sizemore (VF : Philippe Peythieu ; VQ : Alain Zouvi) : Danny Detillo, frère de Jimmy, fils de Nick
- Brion James (VF : Daniel Gall ; VQ : Denis Mercier) : Détective Eddie Eiler
- Timothy Busfield (VQ : Jacques Lussier) : Tony Sacco
- John Mahoney (VF : Claude Joseph ; VQ : Hubert Fielden) : Capitaine Vincent « Vince » Hardy, père de Tom
- Andre Braugher (VF : Bruno Dubernat ; VQ : Gilbert Lachance) : D.A. Frank Morris
- Tom Atkins (VQ : Vincent Davy) : Fred Hardy, oncle de Tom
- Mike Hodge (en) (VF : Jean Violette) : Capitaine Panderman

## Accueil

### Box-office
| Pays ou région | Box-office   | Date d'arrêt du box-office | Nombre de semaines |
| -------------- | ------------ | -------------------------- | ------------------ |
| États-Unis     | 24 107 867 $ | 11 octobre 1993            | 4                  |

## Analyse